# Rasjed Magallanes-Fagnano
Rasjed Magallanes–Fagnano (španjolski Falla Fagnano–Magallanes) je kontinentalni transformni rasjed. Rasjed označava granicu između Skošanske i Južnoameričke ploče, a presijeca kontinentalnu koru. Proteže se ispod Magellanovog zapadnog rukavca, Almirantazgo Sounda i jezera Fagnano.
Pretpostavlja se da je rasjed Magallanes-Fagnano reaktivirani šav predjurske dobi koji razdvaja podloge dvaju terana.